# Treppo Ligosullo
Treppo Ligosullo ist eine zum 1. Februar 2018 aus den nordostitalienischen Gemeinden Treppo Carnico und Ligosullo gegründete italienische Gemeinde mit 677 Einwohnern (Stand 31. Dezember 2023) auf 35,59 Quadratkilometern Fläche im Friaul. Nach der Volksabstimmung am 29. Oktober 2017, bei der es eine Zustimmung von etwa 64 % (Treppo Carnico 68 % und Ligosullo 47 %) für den Zusammenschluss gab, wurde dieser vom Regionalrat von Friaul-Julisch Venetien mit dem Gesetz 178 am 15. November 2017 beschlossen.